# Crest Hill
Crest Hill è un comune degli Stati Uniti d'America, situato in Illinois, nella Contea di Will.